# Augusteische Alpenfeldzüge
Die Augusteischen Alpenfeldzüge waren eine unter dem römischen Kaiser Augustus angelegte, koordinierte militärische Unternehmung, die nach römischem Bekunden Oberitalien vor Einfällen und Plünderungszügen der keltischen und rätischen Alpenstämme schützen sollte. Strategisch wurde dadurch die Eroberung Germaniens vorbereitet.

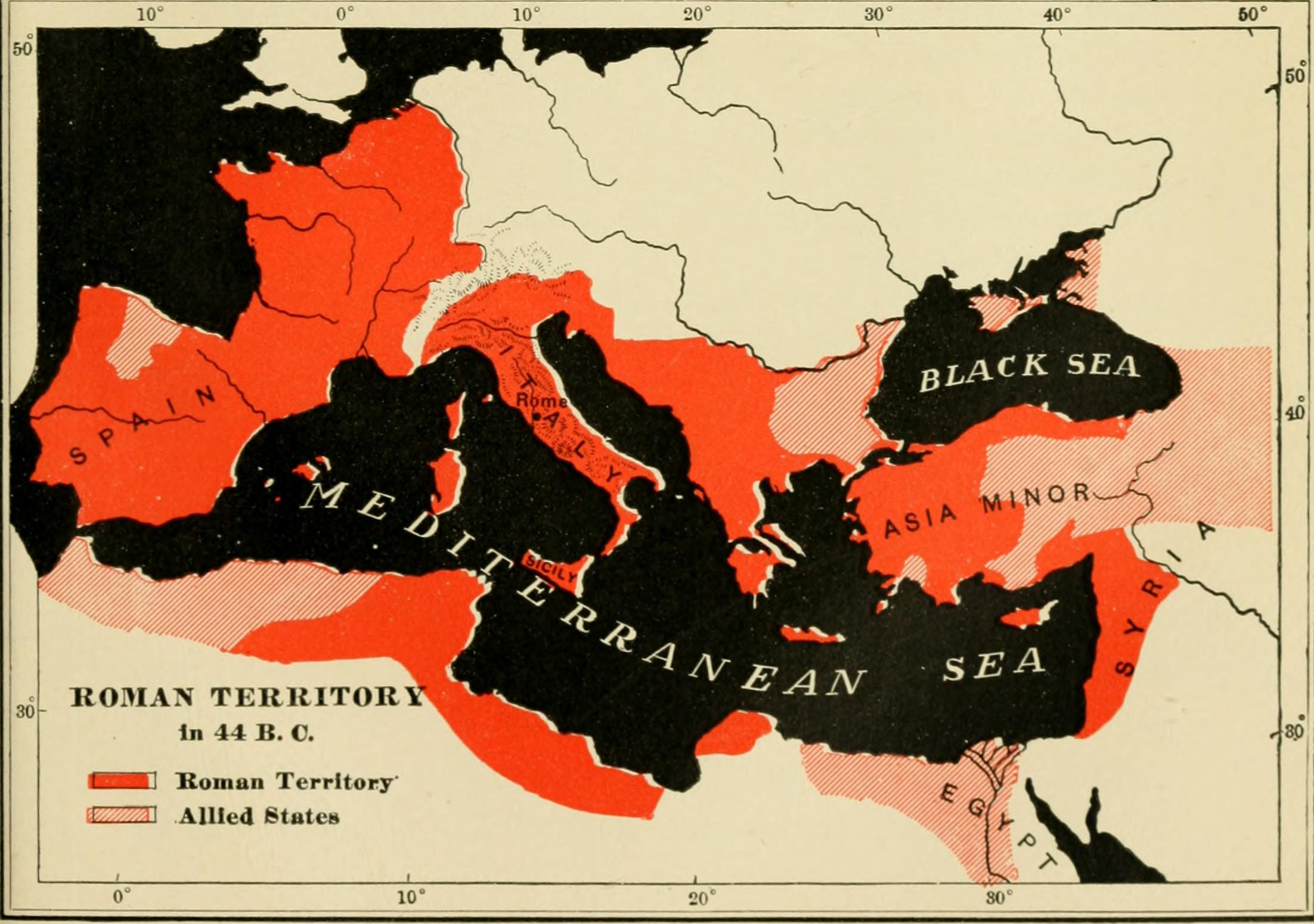
Das Römische Reich vor den Alpenfeldzügen

Die Alpeneroberung kann in vier räumliche Abschnitte unterteilt werden; die Eroberung der westlichen Alpen, die Eroberung der östlichen Alpen und die Besetzung des Zentral- und Voralpengebietes. Abschließend erfolgte noch die Eroberung der Seealpen. Insgesamt dauerte der Expansionsprozess von 25 v. Chr. bis 14 v. Chr.

## Politischer Hintergrund
Die augusteische Germanienpolitik war Teil einer auf die Grenzsicherung des ganzen Reiches angelegten Strategie, die nach der Festigung und Legalisierung der Macht des Kaisers Augustus als Friedensprogramm verkündet worden war, was in der Schließung des römischen Janustempels seinen Ausdruck fand.
Die Grenz- und Außenpolitik bestand aus einer Reihe sehr kostspieliger militärischer Demonstrationen und Eingriffe, so im Osten gegen die Parther, in Kleinasien, Ägypten, Nordafrika, Spanien und im Donau-Balkan-Raum. Die Vorbereitung und Durchführung dieser Operationen verlief zumeist parallel.
Zwischen den römischen Besitzungen in Dalmatien und Pannonien und dem römischen Gallien bestand eine Lücke bis zur unteren Donau und den Alpen sowie insbesondere bei der Verbindung durch das nördliche Voralpenland. Das Zielgebiet war von keltischen Stämmen besiedelt, die Alpen von Rätern. Die Römer wollten die Pässe in ihre Hand bekommen, um rasch Truppen zwischen Italien, Gallien und den Donauländern verschieben zu können. Eine Besetzung des nördlichen Voralpengebiets ermöglichte auch eine West-Ost-Verbindung zwischen der Rheingrenze und den Truppen in Illyrien und Moesia. Zudem wurde ein Zugriff von Süden her über den Hochrhein nach Germanien möglich.

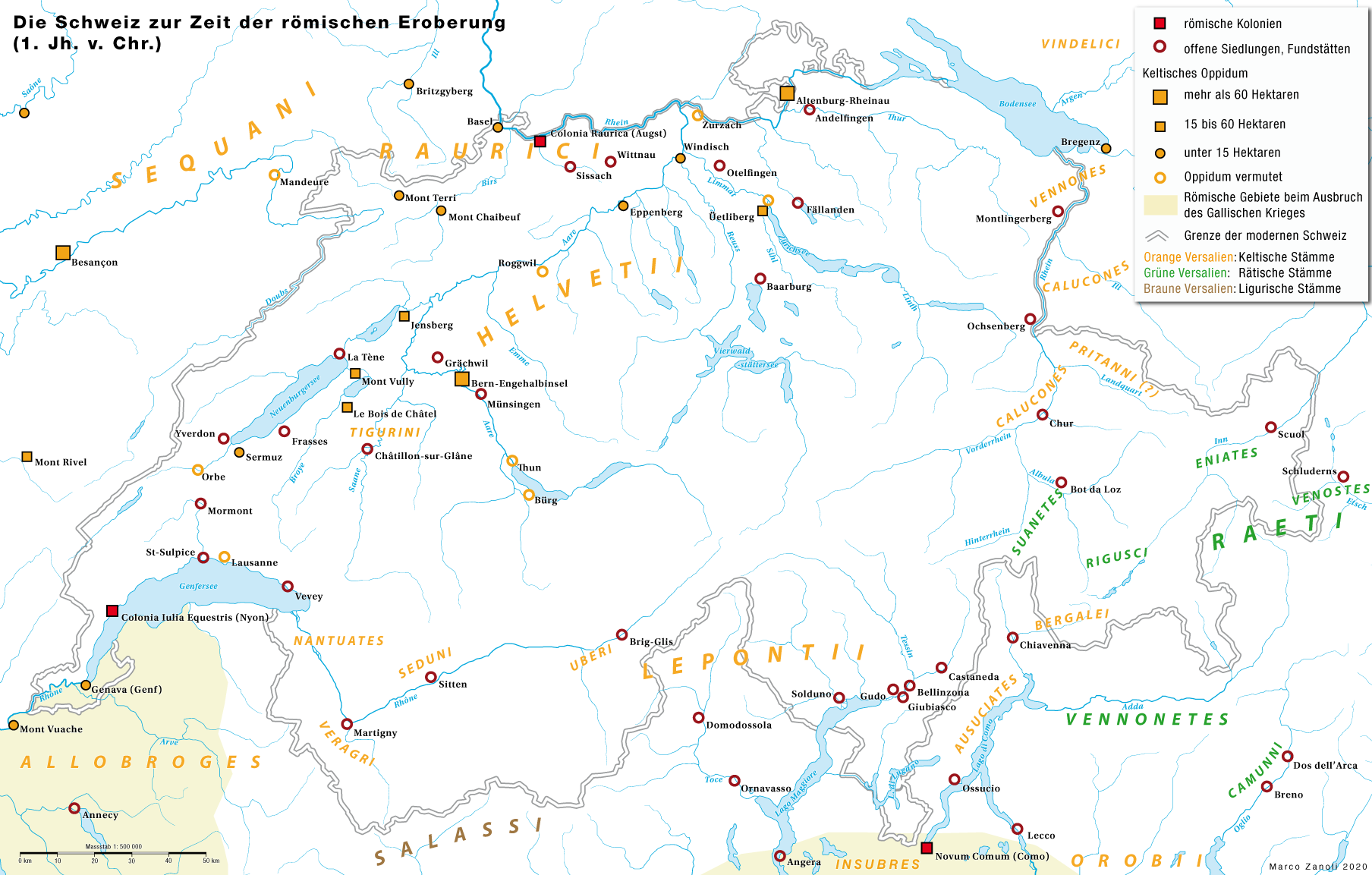
Keltische Besiedlung in den Alpen und am Hochrhein

## Die Eroberung der westlichen Alpen 25 v. Chr.
Das Alpenvorland bis zum Hochrhein war bereits ab ca. 40 v. Chr. stützpunktartig römisch besetzt. Die Eroberung des Alpengebietes begann mit der Niederwerfung und beinahe Ausrottung der Salasser im Aostatal, die 25 v. Chr. von Terentius Varro Murena nach jahrelangen Kämpfen abgeschlossen wurde. Die Kolonie Augusta Praetoria (Aosta) schützte das neu erworbene Gebiet. Der Große und Kleine Sankt Bernhard befanden sich nun in römischer Hand, was die Verbindung von Oberitalien nach Gallien wesentlich erleichterte. In den folgenden Jahren wurde das Land der seit Julius Caesar von Rom abhängigen Helvetier südwestlich vom Bodensee voll in den römischen Machtbereich integriert.

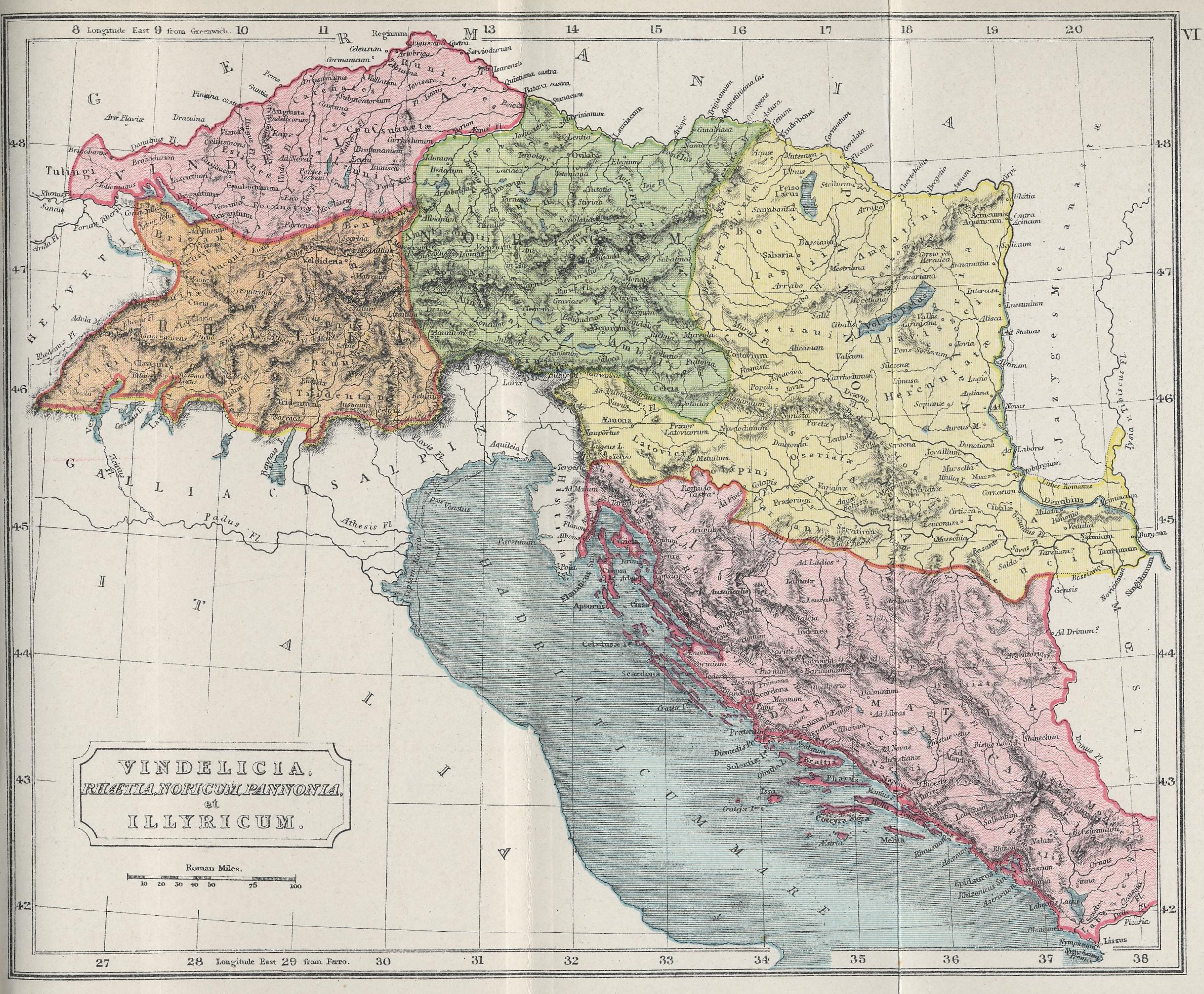
Noricum (grün), östlich der Zielgebiete Raetia und Vindelicia im darauffolgenden Jahr, 15 v. Chr.

## Die Eroberung der östlichen Alpen 16 v. Chr.

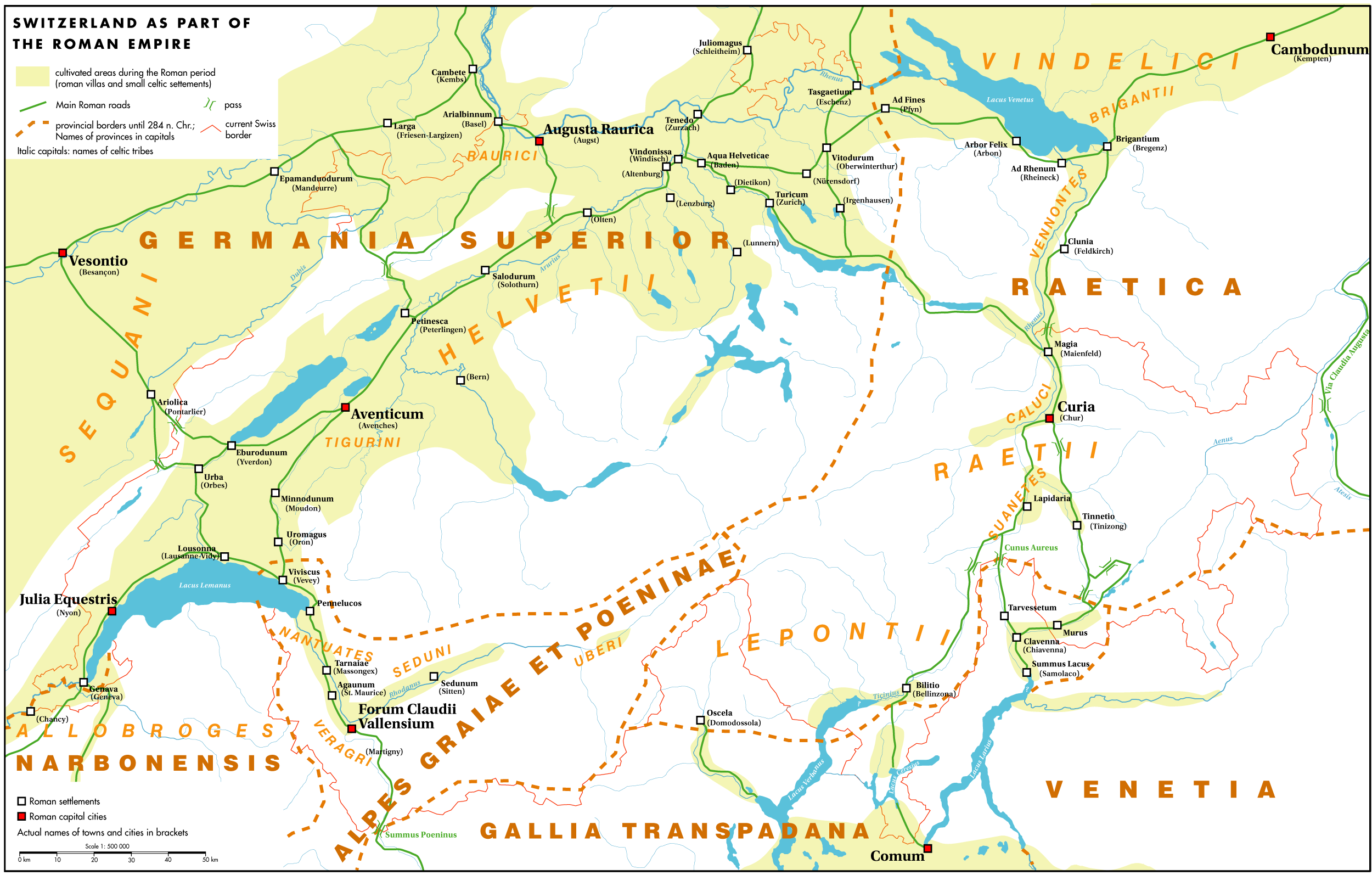
Tiberius von Westen entlang des Hochrheins, Drusus über die Alpenpässe

Östlich des Inns lag das damals eigenständige Klientelkönigreich Noricum, das schon seit einer militärischen Unterstützung für Caesar mit den Römern verbündet war. Der Prokonsul von Illyrien, Publius Silius Nerva, eroberte zunächst die Grenzgebiete zu Noricum und Pannonien und veranlasste Noricum zum engeren Anschluss an Rom.
Sich weiter nach Westen wendend, unterwarf er die Trumpiliner, Camunni und Vennoneten nördlich von Brixia (Brescia) und Comum (Como). Damit waren das zentrale Alpengebiet und das Land zwischen Bodensee und Inn beiderseits von römisch kontrollierten Räumen flankiert. Zugleich waren die Voraussetzungen für den großen Feldzug in das Zentralalpengebiet geschaffen. Die besiegten Völker wurden der nächstgelegenen römischen Stadt „attribuiert“, d. h. sie wurden mit dem Bürgerrecht zweiten Ranges dort angegliedert.

## Die Eroberung des Zentral- und des Voralpengebietes 15 v. Chr.
In Forschung und Literatur werden die Feldzüge in den West- und Ostalpen als vorbereitend und die 15 v. Chr. durchgeführte Unternehmung zweier römischer Heeresgruppen im Zentral- und Voralpengebiet als der eigentliche Alpenfeldzug bezeichnet. Über diesen Alpenfeldzug berichten Cassius Dio (Römische Geschichte 54, 22) und Strabon (Geographika 4, 6, 6–9 und 7, 1, 5). Eine Ergänzung der Kenntnisse bieten archäologische Funde im Römerlager Dangstetten.
Unter der Führung der Stiefsöhne des Kaisers Augustus – Drusus und Tiberius – wurde in nur einem Sommer die Unterwerfung der Alpenstämme und die Besetzung des nördlichen Alpenvorlandes durchgeführt. Während dabei Drusus durch das Etschtal, über den Brenner, zum Inn nach Norden vorstieß und ein zweiter Heereskeil wohl unter einem seiner Legaten über den Iulierpaß durch das Tal des Alpenrheins zum Bodensee zog, rückte gleichzeitig eine andere römische Heeresgruppe unter Tiberius von den Bereitstellungsräumen am Plateau von Langres aus nach Osten vor. Über Vesontio, den Raum von Vindonissa, stieß auch sie zum Bodensee vor.
Die am Ufer dieses Sees ansässigen vindelikischen Stämme wurden unter Einschaltung einer Flottille geschlagen. Einzelne Abteilungen stießen nach Norden vor, der Hauptstoß seiner Armee war aber nach Osten und Nordosten gerichtet. Am 1. August fand ein schweres Gefecht statt, in dem Tiberius die Vindeliker besiegte.

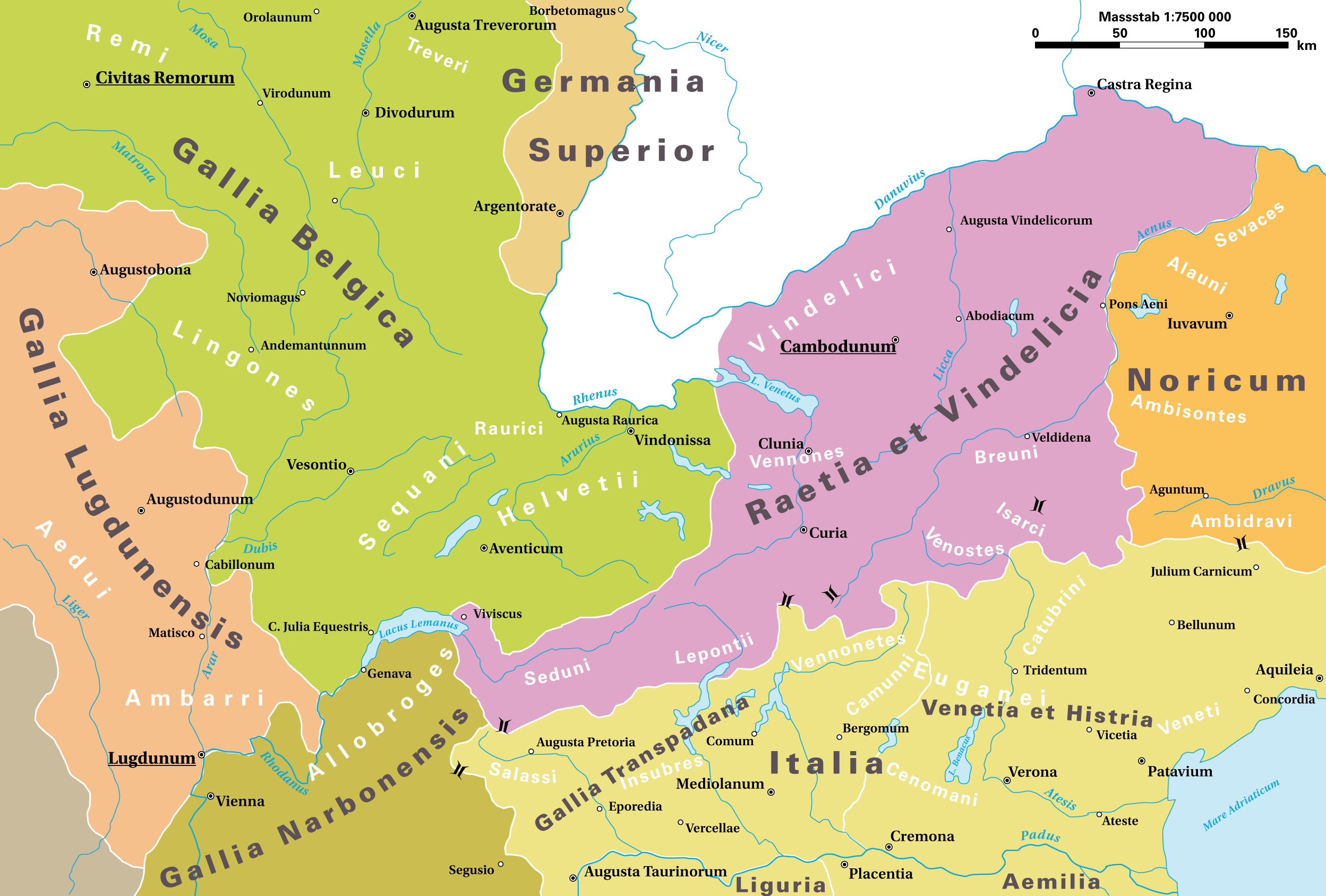
Nach dem Feldzug: Helvetien ist Gallien zugeschlagen, Raetien und Vindelicien sind als Militärbezirk eingerichtet.

Nach der Vereinigung der Heere und der Erkundung der Quelle der Donau wurde im westlichen Abschnitt die Hochrheinlinie als vorläufige Grenze eingerichtet. Dabei setzte beim heutigen Bad Zurzach/Rheinheim die XIX. Legion über den Fluss und richtete das 15 bis 9 v. Chr. nachgewiesene und ab 1967 ausgegrabene Römerlager Dangstetten ein. Vermutlich wurde von dieser Basis aus ein größerer Brückenkopf gebildet, denn in diesen Zeitraum fällt auch die Zerstörung des nahe gelegenen, keltischen Oppidum in Altenburg-Rheinau.
Unterworfen wurden von Tiberius und Drusus unter anderen die Breonen, Genaunen, Fokunaten und Ambisonten. Das Tropaeum Alpium, ein Siegesdenkmal, kann hinsichtlich der Reihenfolge der Alpeneroberung nur unzureichend interpretiert werden, doch bietet es wertvolle Hinweise auf die Völker in den Alpen und die Teilstämme der Helvetier, Räter und Vindeliker.
Im Jahr 14 v. Chr. folgte schließlich die Unterwerfung der Ligurer in den Seealpen.

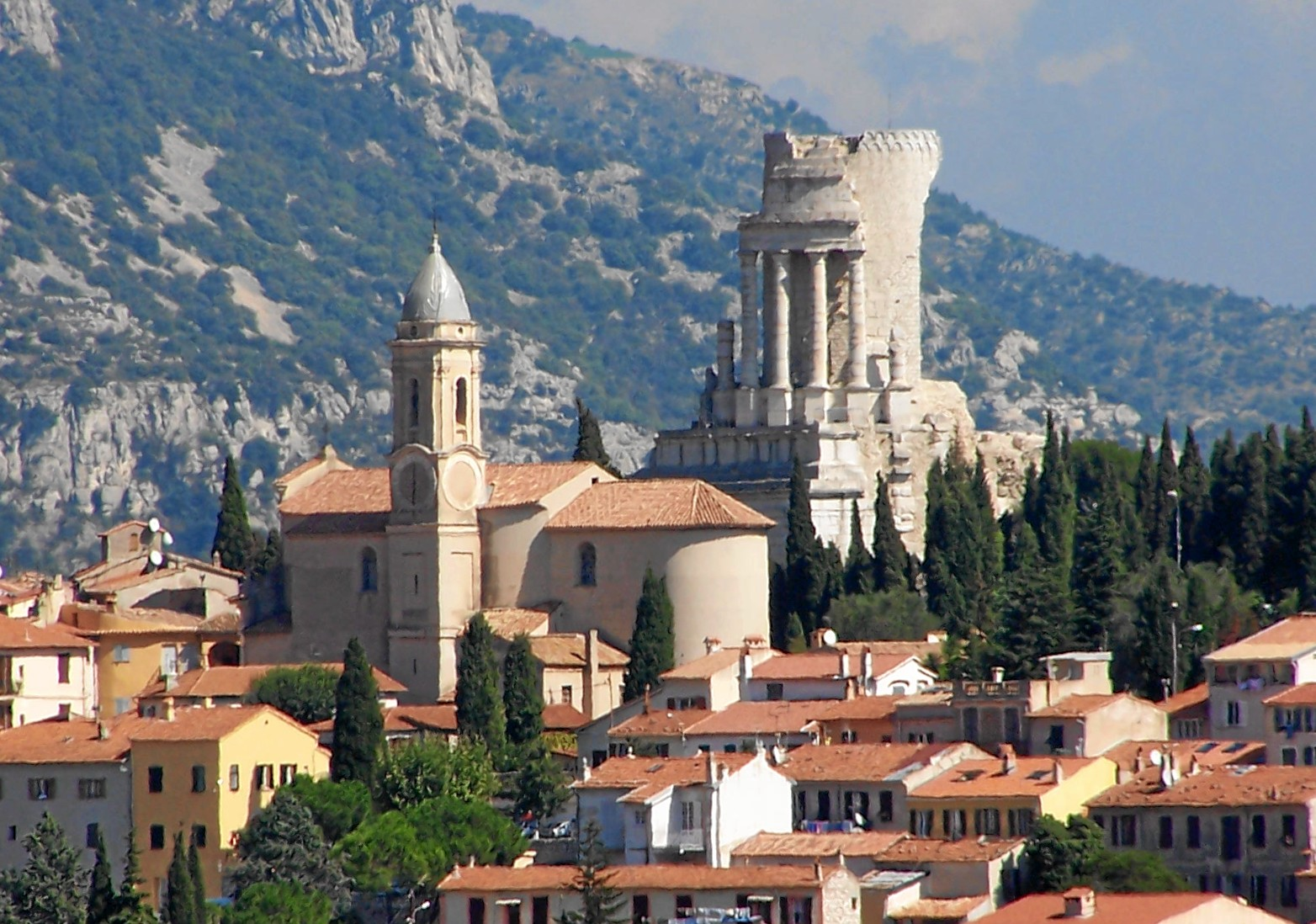
Das Monument in Südfrankreich

## Siegesdenkmal
Das Tropaeum Alpium wurde 7/6 v. Chr. zu Ehren des Augustus und zur Erinnerung an die Eroberung des Alpenraumes errichtet. Der Überrest befindet sich beim heutigen La Turbie in den Seealpen oberhalb von Monaco. Der Text einer Inschrift, der 46 unterworfene Stämme nennt, ist nur in Bruchstücken erhalten, konnte jedoch anhand der Sekundärüberlieferung in der Naturgeschichte Plinius des Älteren vollständig rekonstruiert werden.

## Weitere Entwicklung
Die Straßenverbindungen über die Alpen und im Vorland wurden ausgebaut, die Anlage von Stützpunkten und zivilen Siedlungen forciert, das Vorfeld nördlich des Hochrheins und zur Donau hin wurde gesichert. Da sich dort keine feindlichen Völker mehr befanden, konnte das Gebiet bereits unter Kaiser Tiberius von Legionstruppen geräumt werden. Aus der Jugend des unterworfenen Volkes wurden Hilfstruppen (auxilia) gebildet.
Die Nordgrenze des in den Alpenfeldzügen besetzten, dann auch langfristig kultivierten Bereichs entlang Hochrhein und Donau, schoben die Römer in mehreren Unternehmungen bis zur Linie des Obergermanisch-Raetischen Limes vor.
Raetien, Vindelicien und die Vallis Poenina (Wallis) wurden dem germanisch-gallischen Kommando (Provinz Belgica) unterstellt und von einem kaiserlichen Praefecten verwaltet. Später erhielten sie unter dem zusammenfassenden Namen Raetia den Status einer eigenständigen Provinz, mit einem in der neu gegründeten Hauptstadt Augusta Vindelicum (Augsburg) residierenden propraetorischen Legaten an der Spitze. Erst unter Kaiser Mark Aurel wurde Raetien wieder Sitz einer Legion, der Legio III Italica in Castra Regina.